# 埃里克·奥德尔
埃里克·奥德尔（英語：Eric O'Dell，1990年6月21日—），加拿大男子冰球运动员。他曾代表加拿大国家队参加2018年和2022年冬季奥林匹克运动会冰球比赛，其中2018年冬季奥运会获得一枚铜牌。